# Them
Them — північно-ірландський гурт, утворений в квітні 1964 року у місті Белфаст. До першого складу гурту входили: Ван Моррісон (Van Morrison), справжнє ім'я Джордж Айвен (George Ivan), 31 серпня 1945, Белфаст, Ірландія — вокал, гармоніка; Біллі Харрісон (Billy Harrison), 14 жовтня 1942, Белфаст, Ірландія — гітара; Ерік Райксен (Eric Wrixen) або Уїксон (Wickson) — клавішні; Алан Хендерсон (Alan Henderson), 26 листопада 1944, Белфаст, Ірландія — бас та Ронні Міллінгс (Ronnie Millings) — ударні.
Спочатку гурт виступав у готелі «Maritime», де грав динамічний, гострий ритм-енд-блюз. Їх демо-плівка, на якій була записана розтягнута версія твору «Lovelight», звернула увагу відомого менеджера Філа Соломона, який вирішив представляти інтереси гурту. Соломон вмовив Діка Роуа з фірми «Decca» укласти угоду і тоді члени Them переїхали до Лондона.
У липні 1964 року Райксена та Міллінгса замінили брати Патрік Маколі (Patrick McAuley), 17 березня 1944 — ударні та Джекі Маколі (Jackie McAuley), 14 грудня 1946, Колерейн, Ірландія — фортепіано.
Через два місяці з'явився дебютний сингл формації «Don't Start Crying Now», який однак не здобув комерційного успіху. Інша доля спіткала черговий сингл «Baby Please Don't Go», що був виданий у лютому 1965 року, і у запису якого взяли участь такі сесійні музиканти, як Джиммі Пейдж та Пітер Барденс. Цей твір звучав дуже чудово і на деякий час став головним твором відомої британської музичної телепрограми «Ready Steady Go», a також злетів до британського Тор 10. Чергова композиція «Gloria», що її написав Ван Моррісон, була дифирамбом на честь молодіжної пристрасті. Наступний сингл з композицією ветерана ритм-енд-блюзу Берта Бернса — «Here Comes The Night» — дійшов до другого місця британського чарту.
Хоча гурту пророчили довгу і повну успіху кар'єру, внутрішні непорозуміння між членами Them негативно вплинули на подальший розвиток гурту. У результаті цих непорозумінь гурт залишив ще перед записом першого альбому Джекі Маколік, якого замінив Пітер Барденс. Чергові сингли не в змозі були утримати популярність гурту і перед виходом другого лонгплея «Them Again» у формації трапились нові зміни. До Моррісона та Хендерсона приєднались Джим Армстронг (Jim Armstrong), 24 липня 1944 — гітари; Рей Елліом (Ray Elliom), 13 вересня 1943 — саксофон, клавішні та Джон Вілсон (John Wilson), 6 листопада 1947 — ударні. Пізніше місце Вілсона зайняв Дейв Гарві (Dave Harvey). Однак після турне Америкою 1966 року та конфлікту з Соломоном цей склад Them розпався.
Моррісон присвятив себе сольній кар'єрі, яка принесла йому багато успіху, а брати Маколі утворили конкуруючий гурт під черговими назвами: Them; Them Belfast Gypsies; The Freaks Of Nature та The Belfast Gypsies. Тим часом колишній вокаліст гурту Mad Lads Кенні Макдауелл (Kenny McDowell) приєднався до Хендерсона, Армстронга, Елліота та Харві, які відродили Them і переїхали з новим продюсером Реєм Раффом до Лос-Анжелеса. На альбомі «Now & Them» відчувався вплив гаражного ритм-енд-блюзу, і звучання, що було типовим для Західного узбережжя Америки. Однак новому складу не вдалось цілком відійти від стилю попереднього.
1967 року Елліот залишив Them, а квартет видав психоделійний альбом «Time Out, Time In For Them». Незабаром Макдауелл та Армстронг повернулись до Белфаста і утворили групу Sk'Boo. Хендерсон під назвою Them записав з анонімними сесійними музикантами два слабеньких лонгплея, а пізніше разом з Раффом видав платівку з рок-оперою на релігійну тематику «Thruth Of Thruths». Коли 1979 року зросла зацікавленість старими записами Them, Хендерсон вмовивши до співпраці Біллі Харрісона, Еріка Райксена, Мела Остіна (Mel Austin) — вокал та Біллі Белла (Billy Bell) — ударні, записав з ними альбом «Shut Your Mouth». Харрісон та Райксен залишили групу після серії концертів у Німеччині, а назву Them пізніше вживали інші члени групи.

## Дискографія
- 1965: Them або The Angry Young Them
- 1965: Here Comes The Night
- 1966: Them Again
- 1966: Them One More Time
- 1968: Now & Them
- 1969: Time Out, Time In For Them
- 1969: Them
- 1970: Them In Reality
- 1970: The World Of Them
- 1973: Them Featuring Van Morrison, Lead Singer
- 1975: Backtrackin 'With Them
- 1976: Rock Roots — Them
- 1979: Shut Your Mouth
- 1986: Them Collection
- 1987: The Singles
- 1991: Them

### Jackie McAuley
- 1970: Morning Way (з власною групою Trader Home)
- 1971: Jackie McAuley.